# Agelena barunae
Agelena barunae är en spindelart som beskrevs av Benoy Krishna Tikader 1970. Agelena barunae ingår i släktet Agelena och familjen trattspindlar. Inga underarter finns listade i Catalogue of Life.